# Deutzia purpurascens
Deutzia purpurascens là một loài thực vật có hoa trong họ Tú cầu. Loài này được (Franch. ex L.Henry) Rehder mô tả khoa học đầu tiên năm 1911.